# Seznam haitijskih politikov

## A
Hérard Abraham - Boniface Alexandre - Jacques-Édouard Alexis - Jean-Bertrand Aristide - Tancrède Auguste - Prosper Avril

## B
Marc Bazin - Louis Borno - Jean-Pierre Boyer

## C
Raoul Cédras - Martial Lavaud Célestin - Jean Marie Chérestal - Henri Christophe (Henry I)

## D
Joseph Davilmar Théodore - Jean-Jacques Dessalines - Michel Domingue - Florence Duperval Guillaume - François Duvalier - Jean‑Claude Duvalier

## E
Dumarsais Estimé

## F
Daniel Fignolé - Alix (Didier) Fils-Aimé - Édgard Leblanc Fils

## G
Fabre Geffrard - Philippe Guerrier - Vilbrun Guillaume Sam

## H
Ariel Henry - Jean-Jacques Honorat - Florvil Hyppolite

## J
Fritz Alphonse Jean - Enex Jean-Charles - Émile Jonassaint - Claude Joseph

## K
Antonio Thrasybule Kébreau

## L
Jack Guy Lafontant - Laurent Lamothe - Gérard Latortue - Édgard Leblanc Fils - Cincinnatus Leconte - François Denys Légitime - Élie Lescot - Toussaint Louverture

## M
Paul Eugène Magloire ("Bon Papa") - Robert Malval - Leslie Manigat - Michel Martelly - Smarck Michel - Jovenel Moïse - Monpoint Jeune

## N
Henri Namphy - Yvon Neptune - Joseph Nérette - Jean-Nicolas Nissage Saget - Pierre Nord Alexis

## O
Michel Oreste Lafontant

## P
Ertha Pascal-Trouillot - Evans Paul (Compère Plume) - Alexandre Pétion - Gérard Pierre-Charles - Joseph Nemours Pierre-Louis - Jean-Louis Pierrot - René Préval - Jocelerme Privert -

## R
Jean-Baptiste Riché - Jacques Roumain - Louis Eugène Roy

## S
Laurent Saint-Cyr - Sylvain Salnave - Lysius Salomon - Dumarsais Simeus - François C. Antoine Simon - Tirésias Simon Sam - Faustin-Élie Soulouque (Faustin I.) - Philippe Sudré Dartiguenave - Franck Sylvain

## T
Pierre Théoma Boisrond-Canal

## V
Sténio Vincent - Leslie Voltaire  

## W
Claudette Werleigh